# Học viện An ninh nhân dân
Học viện An ninh nhân dân (T01/C500) trực thuộc Bộ Công an có trách nhiệm đào tạo trình độ chuyên môn, nghiệp vụ và bồi dưỡng phẩm chất đạo đức, nhân cách của người cán bộ An ninh; nghiên cứu khoa học về An ninh nhân dân phục vụ cho yêu cầu phát triển kinh tế - xã hội.. Mã trường: ANH

## Lịch sử hình thành
Ngày 25 tháng 6 năm 1946, Trường Huấn luyện Công an được thành lập (Theo Nghị định số 215/NĐ-P2 của Bộ Nội vụ).
Tên gọi qua các thời kỳ:
- Trường Huấn luyện Công an (1946-1949)[5]
- Trường Công an Trung cấp (1949-1953)[5]
- Trường Công an Trung ương (1953-1974)[5]
- Trường Sĩ quan An ninh (1974-1981)[5]
- Trường Đại học An ninh nhân dân (1981-2001) [5]
- Học viện An ninh Nhân dân (2001-nay).[5]

## Tổ chức

### Các cơ quan chức năng
- Văn phòng Học viện
- Phòng Tổ chức cán bộ
- Phòng Chính trị
- Phòng Quản lý đào tạo và Bồi dưỡng nâng cao
- Phòng Khảo thí và đảm bảo chất lượng đào tạo
- Phòng Quản lý học viên
- Phòng Quản lý nghiên cứu khoa học
- Phòng Hậu cần
- Trung tâm Lưu trữ và Thư viện
- Viện Khoa học An ninh
- Trung tâm Ngoại ngữ - Tin học
- Trung tâm Dạy nghề và Đào tạo lái xe
- Trung tâm Giáo dục Quốc phòng-An ninh

### Các khoa, bộ môn:
- Khoa Lý luận chính trị, Khoa học xã hội và nhân văn
- Khoa Quân sự - Võ thuật - Thể dục thể thao
- Khoa Nghiệp vụ cơ bản
- Khoa Nghiệp vụ 2
- Khoa Nghiệp vụ 3
- Khoa Nghiệp vụ 4
- Khoa Nghiệp vụ 5
- Khoa Nghiệp vụ 6
- Khoa Nghiệp vụ 7
- Khoa Nghiệp vụ 8
- Khoa Luật
- Khoa Ngoại ngữ

## Thành tích
Năm 1975, Huân chương Chiến công hạng Nhì;
Năm 1985, Huân chương Quân công hạng Nhì;
Năm 1989, Huân chương Độc lập hạng Nhì;
Năm 1996, Huân chương Hồ Chí Minh; Huân chương Quân công hạng Nhì;
Năm 1998, Huân chương Lao động hạng Nhất của nước CHDCND Lào;
Năm 2001, Danh hiệu “Anh hùng lực lượng vũ trang nhân dân thời kỳ đổi mới”; Huân chương Chiến công hạng Ba; Huân chương Lao động hạng Ba;
Năm 2005, Huân chương Hữu nghị của nước CHDCND Lào;
Năm 2006, Huân chương Hồ Chí Minh (lần thứ hai);
Năm 2010, Huân chương lao động hạng ba;
Năm 2011, Huân chương Sao vàng;
Năm 2015, Danh hiệu "Anh hùng lực lượng vũ trang nhân dân thời kỳ kháng chiến chống Mỹ cứu nước"

## Lãnh đạo hiện nay
- Giám đốc: Thiếu tướng, PGS.TS Trịnh Ngọc Quyên, Bí thư Đảng ủy[7]
- Phó Giám đốc:

1. Thiếu tướng, PGS.TS Trần Anh Vũ, Phó Bí thư Đảng uỷ
2. Thiếu tướng, TS Nguyễn Văn Thiết, Uỷ viên BTV Đảng uỷ
3. Đại tá, GS.TS, NGƯT Nguyễn Trường Thọ, Uỷ viên BTV Đảng uỷ
4. Thượng tá, PGS.TS Nguyễn Hồng Thái, Uỷ viên BTV Đảng uỷ

## Lãnh đạo qua các thời kì

### Giám đốc
- Nguyễn Văn Thắng (s. 1947 - m. 2012), Trung tướng, Hiệu trưởng Đại học An ninh Nhân dân (1999-2001), Giám đốc Học viện An ninh nhân dân (2001-2007)
- Nguyễn Ngọc Thái (s. 1952 - m. 2009), Giám đốc Học viện An ninh nhân dân (2007-2009), Thiếu tướng (2008)[8]
- Phan Đức Dư, Giám đốc, Trung tướng, PGS, TS. Nhà giáo ưu tú (2009-2012)
- Nguyễn Văn Ngọc, Giám đốc, Trung tướng, GS.TS, Nhà giáo nhân dân (từ 2012-2018)
- Lê Văn Thắng, Giám đốc, Trung tướng, PGS.TS, Nhà giáo ưu tú (từ 2018-2023)
- Trịnh Ngọc Quyên, Giám đốc, Đại tá, PGS.TS (từ 2023)

### Phó Giám đốc
- Lê Minh Hùng, Thiếu tướng, GS.TS, Nhà giáo nhân dân
- Nguyễn Quý Khoát, Thiếu tướng, GS.TS, Nhà giáo ưu tú
- Phí Đức Tuấn, Thiếu tướng, PGS.TS, Nhà giáo ưu tú
- Lê Ngọc An, Thiếu tướng, PGS.TS, Nhà giáo ưu tú

## Học viên Đại học chính quy (Hệ D) tiêu biểu
Đại tướng, GS,TS. Tô Lâm, Tổng Bí thư, Chủ tịch nước, nguyên Bộ trưởng Bộ Công an, học viên khóa D6.
Trung tướng, PGS, TS. Phạm Minh Chính, Ủy viên Bộ Chính trị, Thủ tướng Chính phủ, nguyên Thứ trưởng Bộ Công an, học viên khóa D7.
Thiếu tướng, GS, TS. Nguyễn Hòa Bình, Ủy viên Bộ Chính trị, Bí thư Trung ương Đảng, Phó Thủ tướng thường trực Chính phủ, nguyên Chánh án Tòa án nhân dân tối cao, học viên khóa D7.
Đại tá Phan Đình Trạc, Ủy viên Bộ Chính trị, Bí thư Trung ương Đảng, Trưởng Ban Nội chính Trung ương, nguyên Giám đốc Công an tỉnh Nghệ An, học viên khóa D7.
Thượng tướng Lê Minh Hương, nguyên Ủy viên Bộ Chính trị, nguyên Bộ trưởng Bộ Công an.
Đại tướng Lương Tam Quang, Ủy viên Bộ Chính trị, Bộ trưởng Bộ Công an, học viên khóa D21.
Trung tá Lê Minh Trí, Bí thư Trung ương Đảng, Chánh án Tòa án nhân dân tối cao, nguyên Viện trưởng Viện Kiểm sát nhân dân tối cao